# کینگ کنگ بای استارشیپ
کینگ کُنگ بای استارشیپ (انگلیسی: King Kong by Starship، کره‌ای: 킹콩 by 스타쉽؛ با نام سابق کینگ کونگ انترتینمنت (انگلیسی: King Kong Entertainment؛ کره‌ای: 킹콩엔터테인먼트)) یک آژانس بازیگری مستقر در کره جنوبی است که در سال ۲۰۰۹ تأسیس شد.

## تاریخچه
این شرکت در سال ۲۰۰۹، توسط لی جین-سونگ، که در آن زمان کارمند شرکت آی‌اچ‌کیو بود، تأسیس شد. کیم بوم اولین هنرمند این شرکت بود.
در سال ۲۰۱۵، این شرکت توسط استارشیپ انترتینمنت، یکی از شرکت‌های تابعه کاکائو ام (با نام کنونی کاکائو انترتینمنت)، خریداری شد. در سال ۲۰۱۷، با ادغام مشاغل این دو شرکت، این شرکت مجدداً با نام «کینگ کنگ بای استارشیپ» راه‌اندازی شد.

## هنرمندان
فهرست استخراج شده از وبگاه رسمی
- آن سو-یو
- بونا
- چه سو-بین
- چئون یونگ-مین
- چو یون-وو
- چوی هی-جین
- چوی وون-میئونگ
- هان مین
- هیونگوون[۶]
- ایم سو-جونگ
- جئون سو-مین[۷]
- جی وو
- جو یون-هی
- جونگ جون-وون
- جونگ وون-چانگ
- کانگ ایون-آه
- کیم بوم
- لی دونگ-ووک
- لی کوانگ-سو
- لی جین[۸]
- لی جونگ-هوا
- لی روبی
- لی سئونگ-هون[۹]
- اوه آه-یئون
- اوه هایه-وون
- شین سونگ-هو
- شوونو
- سونگ ها-یون
- سونگ سیونگ هون
- سون وو-هون[۱۰]
- یو یون-سوک

## هنرمندان سابق
- هان چه-آه (۲۰۱۱–۲۰۱۲)
- جانگ هی-جین (۲۰۱۲–۲۰۱۴)
- جی ایل-جو
- جونگ دونگ-هون
- کیم دا سوم (۲۰۱۰–۲۰۲۱)
- کیم جی-آن (۲۰۱۵–۲۰۱۷)
- کیم جی وون (۲۰۱۴–۲۰۱۹)
- کیم مین-جی (۲۰۱۹–۲۰۲۱)
- کیم سون-آه (۲۰۱۱–۲۰۱۴)
- لی چونگ-آه (۲۰۰۹–۲۰۱۴)
- لی الیجا (۲۰۱۷–۲۰۲۱)
- لی هانی (۲۰۱۲–۲۰۱۴)
- لی می-یون
- لی یونگ-یو (۲۰۱۳–۲۰۱۴)
- لیم جو-یون (۲۰۱۳–۲۰۱۸)
- پارک هی-سون (۲۰۱۵–۲۰۲۱)
- پارک مین-وو (۲۰۱۳–۲۰۱۹)
- پارک مین یونگ (۲۰۱۰–۲۰۱۴)
- سو هیو-ریم (۲۰۱۲–۲۰۱۴)
- سونگ مین-جونگ (۲۰۱۱–۲۰۱۴)
- سونگ یو ری (۲۰۱۰–۲۰۱۴)
- یون جین-یی (۲۰۱۲–۲۰۱۹)

## جوایز
| مراسم اهدای جایزه      | سال  | دسته‌بندی    | دریافت‌کننده جایزه | نتیجه | م.     |
| ---------------------- | ---- | ----------- | ----------------- | ----- | ------ |
| جوایز ستارگان ای‌پی‌ای‌ان | ۲۰۱۴ | بهترین مدیر | لی جین-سونگ       | برنده | [ ۱۱ ] |